# アーメッド・ジョンソン
アーメッド・ジョンソン（Ahmed Johnson、本名：Anthony Norris、1963年6月6日 - ）は、アメリカ合衆国の元プロレスラー。フロリダ州レイク・アルフレッド出身のアフリカ系アメリカ人（ギミック上の出身地はミシシッピ州パール・リバー）。
1990年代中盤のWWFにおいて、後のボビー・ラシュリーにも通じるヘビー級の硬派な黒人ベビーフェイスとして活躍。1996年にWWFインターコンチネンタル王座を獲得した「黒人初のWWEシングル王者」であり、一時はWWF世界ヘビー級王座戴冠も有力視された。
巨体ながら空中技も軽々とこなすなど優れた身体能力の持ち主だったが、怪我が相次ぎ、レスラーとして大成することはできなかった。

## 来歴
NFLのダラス・カウボーイズを経て軍隊に入り、除隊後はサーカスのライオン使いなどの職に就いていた。テキサス州ヒューストンのイワン・プトスキーのスクールでトレーニングを積み、1992年にダラスのインディー団体GWFにてデビュー。当時はモアディブ（Moadib）なるリングネームを名乗り、スカンドル・アクバをマネージャーにイスラム系アフリカ人ギミックのヒールとして活動した。1995年3月には大日本プロレスの旗揚げ興行にトニー・ノリス（Tony Norris）の名義で来日。7月の再来日を経て、同年9月にWWFと契約。
WWFではベビーフェイスのアーメッド・ジョンソン（Ahmed Johnson）に改名し、11月6日には提携団体であるメンフィスのUSWAでジェリー・ローラーから統一世界ヘビー級王座を奪取。11月19日のサバイバー・シリーズではショーン・マイケルズのパートナーとなって活躍し、翌1996年上期はジェフ・ジャレットと抗争を展開した。
1996年6月23日のキング・オブ・ザ・リングでゴールダストを破り、WWFインターコンチネンタル王座を獲得。WWFの歴史上、黒人レスラーとしては初のシングル王座戴冠を果たした（周囲の風当たりは強く、車に差別的な言葉を落書きされたり、嫌がらせの手紙を送られたりしたこともあったという）。腎損傷のためにタイトルは返上することになったものの、その後もロール・モデル（Role Model）をニックネームに、不良少年から更生したアスリートというキャラクターのもとトップ戦線で活躍。久々に登場したブラック・ヒーローの新星として日本でも注目を集め、黒人初のWWF世界ヘビー級王座奪取も期待された。
1997年、ネーション・オブ・イスラムやブラックパンサー党をモチーフとした、ファルーク率いる黒人至上主義軍団ネーション・オブ・ドミネーション（NOD）との抗争が勃発。融和を訴えるジョンソンvs暴力主義を唱えるファルークという「WWF版黒人思想闘争」が展開される。3月23日のレッスルマニア13ではリージョン・オブ・ドゥームをパートナーに、ファルーク、クラッシュ、サビオ・ベガとのシカゴ・ストリート・ファイトが行われた。一時は短期間ながらNODと行動を共にするも、すぐに離脱して抗争を継続、新メンバーのマーク・ヘンリーやカマ・ムスタファ、ヒール修行時代の "ザ・ロック" ロッキー・メイビアらと激闘を繰り広げた。
1998年2月のRAWにおけるケイン戦を最後にWWFを脱退（離脱の原因は諸説あり）。その後しばらく近況が聞かれなかったが、1999年の末にWCWと契約。翌2000年1月にヒールのビッグ・T（Big T）として登場し、当時ブッカー・Tと仲間割れしていたスティービー・レイとハーレム・ヒート2000を結成する。しかしながら、WWF時代の筋骨隆々とした肉体は長期間の欠場中に劣化しており、腹周りに贅肉がつきパワーもスピードも激減、かつてのブラック・ヒーローの面影はなかった。
同年3月にWCWを解雇されてからはセミリタイアとなり、2001年に俳優としてテレビドラマ『M.C.ハマー ストーリー』にマリオン "シュグ" ナイト役で出演。2003年3月7日にはインディー団体のMXPWに登場、モンティ・ブラウンと組んでサブゥー&ギャングレルと対戦した。その後は、旧友ブッカー・Tの主宰するPWAのアカデミーにて、トレーナーとして後進の指導・育成にあたった。

## 得意技
- パール・リバー・プランジ（Pearl River Plunge）
- スパイン・バスター
- ミリタリー・プレス
- フライング・クローズライン
- トペ・スイシーダ
- フライング・ソーセージ
- シザース・キック

## 獲得タイトル
ユナイテッド・ステーツ・レスリング・アソシエーション
- USWA統一世界ヘビー級王座：1回[7]

ワールド・レスリング・フェデレーション
- WWFインターコンチネンタル王座：1回[9][10]